# Joan Banks
Joan Banks (30 de octubre de 1918 - 18 de enero de 1998) fue una actriz radiofónica, teatral, cinematográfica y televisiva estadounidense. 
Nació en Petersburg, Virginia Occidental. Trabajó en la radio, y participó regularmente en la serie de los años treinta Gangbusters, que tenía episodios semanales basados en crímenes reales. Se casó con su compañero en la serie y actor de voz en la misma Frank Lovejoy, con el que tuvo dos hijos (niño y niña). Banks inició su carrera en Hollywood con pequeños papeles en películas tales como Cry Danger (1951) y Washington Story (1952). Banks se hizo conocida en los años cincuenta y primeros sesenta por sus muchas actuaciones como actriz de reparto en series televisivas tales como I Love Lucy, Private Secretary, Alfred Hitchcock presenta, The Rough Riders, The Many Loves of Dobie Gillis, Perry Mason y Hazel.
El 2 de octubre de 1962 falleció el marido de Banks, a causa de un ataque al corazón, mientras ambos actuaban en una producción de The Best Man en Nueva Jersey. Su carrera en la radio continuó una vez su trabajo en televisión remitiera, y actuó en 33 episodios de CBS Radio Mystery Theater entre 1974 y 1980. Banks falleció en Los Ángeles, California, a causa de un cáncer de pulmón. Fue enterrada junto a su marido en el Cementerio de Holy Cross en Culver City, California.